# Киртоакэ, Дорин Иванович
Дори́н Иванович Киртоа́кэ (рум. Dorin Chirtoacă; род. 9 августа 1978, Колоница, Молдавская ССР, СССР) — молдавский политический деятель. Генеральный примар (мэр) муниципия Кишинёв с 18 июня 2007 по 16 февраля 2018 года. Председатель Либеральной партии с 1 декабря 2018 года.

## Биография
Дорин Киртоакэ родился 9 августа 1978 года в селе Колоница (ныне часть муниципия Кишинёв), Молдавская ССР. Обучался в лицее «Георге Асаки», где в 1993 году окончил гимназический курс. Потом обучался в лицее «Константин Негруцци» в Яссах, где в 1997 году получил диплом бакалавра. Окончил юридический факультет Бухарестского университета (2001) и Франко-румынский юридический колледж в Бухаресте (2001; совместный проект Бухарестского университета и Университета Париж-I) где специализировался в области европейского права. Стажировался в США (короткосрочная ознакомительная поездка программы Visitors), Франции (в рамках десятидневной программы Personalite d’avenir МИД Франции), в Совете Европы (пятидневный визит в составе группы Европейского политического института Молдовы). Владеет румынским, английским, французским и русским языками.

## Карьера
В 2001—2002 был редактором, в 2002—2003 — главным редактором развлекательной передачи «Surprize, Surprize» румынского телеканала TVR1. В 2003—2005 — координатор проектов «Свобода выборов и свобода прессы» Хельсинкского комитета по правам человека.
С 2005 года — заместитель председателя Либеральной партии. В начале своей политической карьеры выступил за закрытие в Кишинёве русскоязычных радиостанций и запрет наружной рекламы на русском языке. Сторонник объединения Республики Молдова с Румынией, интеграции в Европейский союз и НАТО.
Участвовал в выборах генерального примара (мэра) Кишинёва 10 июня 2005 года набрав 7,13 % голосов (11,091 избрирателей) (занял третье место). Однако эти выборы были признаны недействительными, поскольку в выборах участвовало меньше 1/3 избирателей. На следующих выборах 27 ноября 2005 года занял второе место, набрав 25,14 % голосов (32,098 избирателей) . Во втором туре 11 декабря 2005 года, Киртоакэ набрал 35,62 % (45.299 голосов), заняв второе место после Василия Урсу (независимый кандидат), который набрал 52,91 %. Однако во втором туре приняло участие лишь 22,62 % избирателей, чего было недостаточно для избрания мэра. Следующие выборы были отложены на неопределённый срок.
На местных выборах 3 июня 2007 года занял второе место, набрав 24,33 % голосов, прошёл во второй тур вместе в Вячеславом Иорданом (Партии коммунистов Республики Молдова). Во втором туре Дорин Киртоакэ победил на выборах и стал генеральным примаром Кишинёва, набрав 61,17 % голосов. В своей программе на выборах 2007 года, в частности, выступил за гарантии прозрачности деятельности местной общественной администрации, развитие партнёрства с гражданским обществом, внедрение системы электронного управления (E-Кишинэу), учреждение службы «одного окна» (для приёма заявлений от физических и юридических лиц и выдачи документов), проведение деполитизированных и прозрачных конкурсов при трудоустройстве, продвижение молодёжи, в том числе и на руководящие посты.
На 3 конгрессе Либеральной партии 26 сентября 2010 года был избран первым вице-председателем партии.

### На посту примара Кишинёва
С 17 июня 2007 года Дорин Киртоакэ стал генеральным примаром (мэром) Кишинёва. На тот момент Дорину Киртоакэ было 29 лет, и он стал самым молодым примаром [уточнить]  в Европе. После 1 года на посту примара, Киртоакэ провёл пресс конференцию в парке Штефана чел Маре. Рапорт примара состоял из двух частей (Достижения 2007—2008, Приоритеты 2008—2009). 2007—2008 году были отмечены проблемами между генеральным примаром и коммунистами, находящимися у власти. В частности в Рождество возникла проблема по поводу Рождественской ёлки. 9 декабря 2007 года Дорин Киртоакэ установил ёлку на Площади Великого Национального Собрания. Однако ночью неизвестные переместили ёлку к зданию мэрии. В итоге полиция не разрешила поставить ёлку на прежнее место. В 2008 году вновь появилась проблема о Ёлке. В 2008 году полиция задержала грузовик, перевозивший рождественскую ёлку, купленную примарией, еще до въезда в столицу. Ёлку подарили гимназии-интернату, а мэрия купила другую. В качестве причины было отсутствие заключения от Государственной экологической инспекции по поводу происхождения дерева.
В 2009 году участвовал в опросах перед парламентскими выборами. Он был первым кандидатом в списке Либеральной партии. Однако вскоре Киртоакэ отказался участвовать в выборах и продолжил свою деятельность в качестве генерального примара. В 2011 году был во второй раз избран генеральным примаром Кишинёва, победив Игоря Додона (Партия коммунистов Республики Молдова) с результатом 50,60 %.
В местных выборах 14 июня 2015 года в Кишинёве, Киртоакэ вступил в предвыборную гонку в последний день, предписанной кодексом выборов (14 мая). В первом туре занял первое место, набрав 37,52 % голосов и прошёл во второй тур вместе с Зинаидой Гречаной (Партия социалистов Республики Молдова) с результатом 35,68 %. 28 июня 2015 года состоялся второй тур, в котором Киртоакэ с небольшим перевесом победил Зинаиду Гречаную, набрав 53,54 % голосов и в третий раз был избран генеральным примаром.
25 мая 2017 года Дориан Киртоакэ был арестован членами Национального отдела по борьбе с коррупцией вместе с другими членами примарии, из-за скандала с платными парковками, который начался в начале года. 28 июля 2017 года Дорин Киртоакэ был освобождён от должности генерального примара (мэра) по решению Буюканского суда в Кишинёве. Временным исполняющим обязанности примара стал вице-примар Нистор Грозаву. 12 сентября 2017 года Кишинёвский муниципальный совет постановил, что 19 ноября 2017 года состоится референдум по поводу увольнения Киртоакэ.
.
Референдум провалился с катастрофической явкой менее 18 процентов (менее 111 тысяч избирателей).

### Кандидат в президенты (2020)
Дорин Киртоакэ 2 сентября объявил о своём решении баллотироваться на пост президента Республики Молдовы на выборах в 2020 году. Предвыборная программа Киртоакэ состояла из 14 пунктов. Основные обещания связаны с резким увеличением социальных выплат и зарплат бюджетникам. Все цифры указывались в евро. Киртоакэ не скрывает, что в случае своего избрания будет добиваться объединения с Румынией.
10 октября провёл символическую акцию «стирания границы» между Республикой Молдова и Румынией в приграничном селе Котул Морий Хынчештского района. Сотрудниками пограничной службы было вынесено предупреждение с требованием воздержаться от провокаций у государственной границы республики. На выборах он набрал 1,2% голосов, заняв последнее место из 8 кандидатов.
Социологические опросы показывают, что Дорину Киртоакэ доверяют не более 1,2% избирателей. Его президентская кампания направлена на поддержание имиджа эпатажного политика, который он заработал в бытность своего руководства Кишинёвом.

## Семья
Дорин Киртоакэ является племянником братьев Георгия Гимпу и Михая Гимпу, которые были главами Движения за независимость Молдовы и национальное возрождение.
Киртоакэ был крёстным Софьи Анаиз, дочери Елены Бэсеску и Богдана Ионеску, внучки бывшего президента Румынии Траяна Бэсеску. Крещение состоялось 30 ноября 2013 года.
Перед выборами генерального примара (мэра) Кишинёва в 2015 году Киртоакэ сказал, что женится, если выиграет выборы. 31 августа 2015 года в день румынского языка Киртоакэ на Площади Великого Национального Собрания сделал предложение журналистке PRO TV Chișinău Анишоаре Логин. 20 мая 2016 года состоялась свадьба. Венчание состоялось в церкви Святого Теодора. Менее чем через неделю, 25 мая Киртоакэ и его жена стали крёстными журналистов PRO TV Chișinău Татьяны Калишчук и Аугустина Настаса.

## Увлечения
Одно из пристрастий Киртоакэ — это пение в караоке, из-за которого Дорин нередко попадал в неудобные ситуации. Так, на одной из радиостанций он решил спеть песню «Frumoasa mea» из репертуара Марчела Павла, однако при исполнении сильно волновался. В 2008 году в караоке-клубе он, начав петь военную песню «Treceți batalioane române Carpații» (с рум. — «Батальоны румын, перейдите Карпаты»), подрался с посетителями, которым не понравилась песня. В 2015 году на открытии рождественской ёлки в Кишинёве Киртоакэ исполнил гимн Румынии, а в 2016 году в Интернет попал ролик, где Киртоакэ в гараже пел песни «Давай за жизнь» и «Скворцы» группы «Любэ». Примар позже объяснил, что запись действительно подлинная, но была сделана «3-5 лет назад», а группу он считает одной из своих любимых.

## Награды
- Орден Короны Румынии степени Рыцарский крест (2013)[31][32] — получил награду от Короля Румынии Михая I 10 сентября 2013 года.
- Орден Звезды Румынии; получил награду от президента Румынии Траяна Бэсеску 26 марта 2014 года.[33]